# A Scarcity of Miracles
A Scarcity of Miracles (s podtitulem „A King Crimson ProjeKct“) je studiové album britské skupiny Jakszyk, Fripp and Collins, jednoho z vedlejších projektů skupiny King Crimson; vydáno bylo v červnu 2011. Desku nahrála sestava obsahující různé hudebníky, jejichž společným prvkem je právě skupina King Crimson. Jedná se o její současné (Fripp, Levin, Harrison) i bývalé (Collins) členy, Jakko Jakszyk působil na začátku 21. století ve skupině 21st Century Schizoid Band složené z dalších bývalých členů King Crimson, která hrála jejich skladby z přelomu 60. a 70. let 20. století.

## Seznam skladeb
| Pořadí         | Název                  | Délka |
| -------------- | ---------------------- | ----- |
| 1.             | A Scarcity of Miracles | 7:27  |
| 2.             | The Price We Pay       | 4:49  |
| 3.             | Secrets                | 7:48  |
| 4.             | This House             | 8:37  |
| 5.             | The Other Man          | 5:59  |
| 6.             | The Light of Day       | 9:02  |
| Celková délka: | Celková délka:         | 42:22 |

## Obsazení
- Jakszyk, Fripp and Collins
  - Robert Fripp – kytara, soundscapes
  - Jakko Jakszyk – kytara, guženg, klávesy, zpěv
  - Mel Collins – altsaxofon, sopránsaxofon, flétna
- Tony Levin – baskytara, Chapman Stick
- Gavin Harrison – bicí, perkuse